# Джейкобс, Джессика
Дже́ссика Мэ́дисон Дже́йкобс (англ. Jessica Madison Jacobs; 11 ноября 1990, Мельбурн, Виктория, Австралия — 10 мая 2008, Челтнэм, Мельбурн, Виктория, Австралия) — австралийская актриса, певица и бас-гитаристка.

## Биография
Джессика Мэдисон Джейкобс родилась 14 ноября 1990 года в Мельбурне (штат Виктория, Австралия). У неё было трое братьев, один старший и два младших: Адам (1984), Сет (1994) и Чарли (2006).
Когда ей было 6 лет, она училась играть на скрипке и брала уроки классического балета.
Свою карьеру в качестве актрисы Джессика начала в 1999 году, а позже заявила о себе, как о музыканте, в рок-группе «The Volten Sins» она пела и играла на бас-гитаре.
10 мая 2008 года Джессика договорилась встретиться со своей матерью, чтобы вместе пойти выбирать подарок ко дню рождения её брата Адама. Джессика шла по платформе станции Челтнэм, когда споткнулась и упала на рельсы прямо под колеса движущегося поезда. 17-летняя девушка скончалась на месте от полученных травм. Она была похоронена в Сент-Кильда.
К первой годовщине смерти Джессики, Адам Джейкобс сделал памятное видео о сестре и выложил его на YouTube.